# Final da Taça de Portugal de 2015–16
A Final da Taça de Portugal de 2015–16 foi a final da 76ª edição da Taça de Portugal, competição organizada pela Federação Portuguesa de Futebol e vencida pelo Braga. A final foi disputada a 22 de maio de 2016, no Estádio Nacional, entre o Porto e o Braga, tendo o Braga vencido por 4–2 nas grandes penalidades, após 2–2 no final do prolongamento.
Esta foi a segunda vez que o Braga venceu a prova, tendo a vitória anterior ocorrido exatamente 50 anos antes, na Final da Taça de Portugal de 1965–66 disputada a 22 de Maio de 1966 igualmente no Estádio Nacional.

## Historial na prova
O FC Porto alcançou nesta época a sua 29ª Final da Taça de Portugal, a primeira após a época 2010-11, aquando da última conquista. Antes desta Final o FC Porto tinha no seu palmarés 16 Taças de Portugal.
O SC Braga qualificou-se para a sua 6ª Final da Taça de Portugal, após perder a Final da época anterior. O SC Braga, antes desta Final, tinha no seu palmarés a conquista de uma Taça de Portugal, na época 1965-66.

## Percurso dos finalistas

### FC Porto
No caminho para a Final o FC Porto eliminou o Varzim, o Angrense, o Feirense, o Boavista e o Gil Vicente.
| Fase             | Adversário            | Resultado |
| ---------------- | --------------------- | --------- |
| 3ª Eliminatória  | II Varzim (fora)      | 0 – 2     |
| 4ª Eliminatória  | CP Angrense (fora)    | 0 – 2     |
| Oitavos-de-Final | II Feirense (fora)    | 0 – 1     |
| Quartos-de-Final | I Boavista (fora)     | 0 – 1     |
| Meias-Finais     | II Gil Vicente (fora) | 0 – 3     |
| Meias-Finais     | II Gil Vicente (casa) | 0 – 2     |

### SC Braga

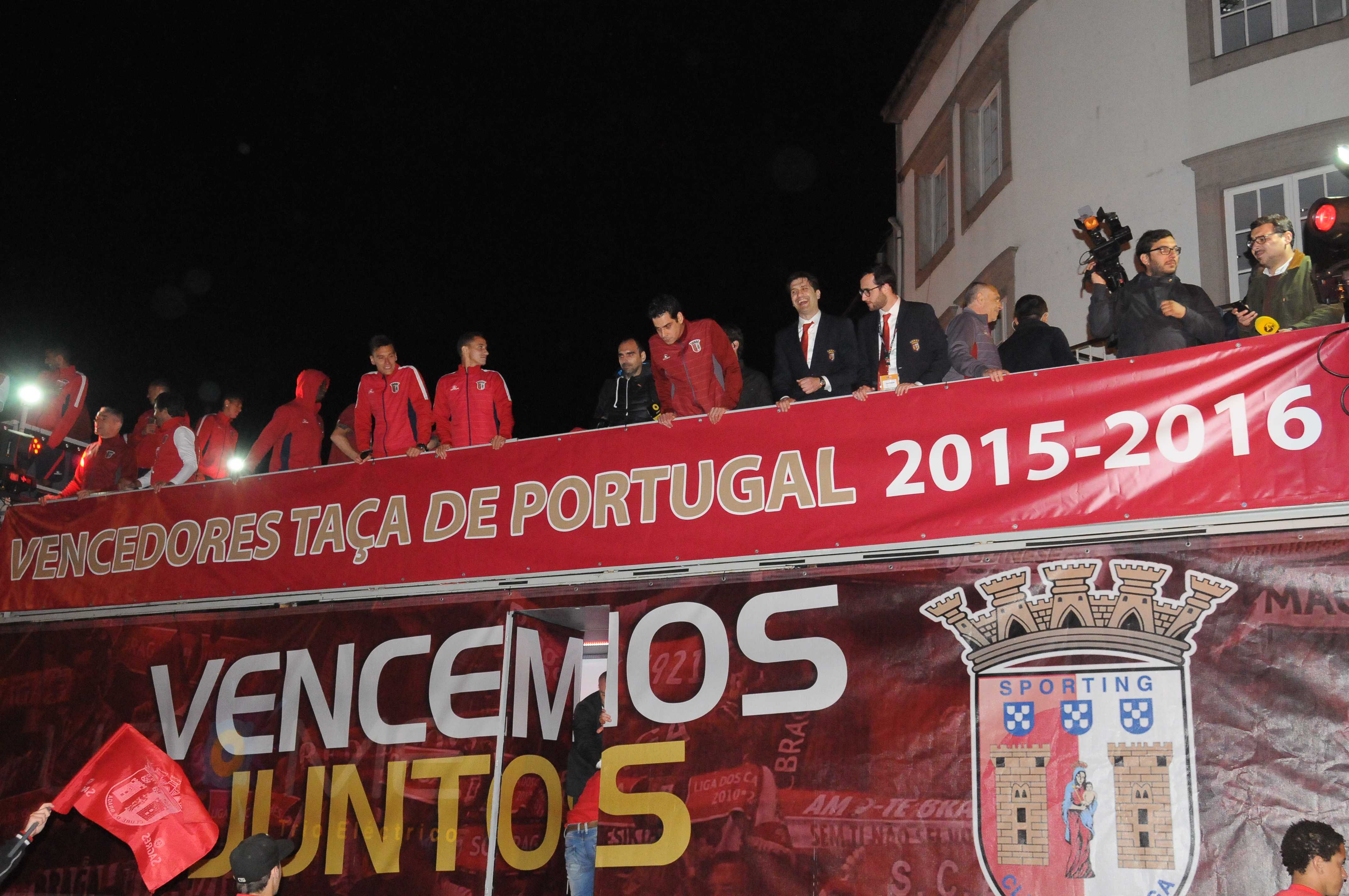
O Sporting Clube de Braga a festejar o título

Para se qualificar para a Final o SC Braga eliminou o Académico de Viseu, o Farense, o Sporting, o Arouca e o Rio Ave.
| Fase             | Adversário                   | Resultado  |
| ---------------- | ---------------------------- | ---------- |
| 3ª Eliminatória  | II Académico de Viseu (fora) | 0 – 3      |
| 4ª Eliminatória  | II Farense (fora)            | 0 – 1 (ap) |
| Oitavos-de-Final | I Sporting (casa)            | 4 – 3 (ap) |
| Quartos-de-Final | I Arouca (casa)              | 2 – 0      |
| Meias-Finais     | I Rio Ave (casa)             | 1 – 0      |
| Meias-Finais     | I Rio Ave (fora)             | 0 – 0      |

## Estádio
Tal como é tradição, o estádio escolhido para a Final foi o Estádio Nacional do Jamor. Inaugurado em 1944 e com uma lotação de 37.500 lugares, foi a 64.ª Final da Taça de Portugal que este estádio recebeu.

## Jogo
| 22 de maio de 2016 | Porto                               | 2 – 2 | SC Braga                  | Estádio Nacional, Jamor               |
| 17:15              | André Silva 61' · André Silva 90+1' |       | Rui Fonte 12' · Josué 58' | Árbitro: Artur Soares Dias (AF Porto) |

|                                                      |       | Penalidades                             |  |
| Miguel Layún Héctor Herrera Rúben Neves Maxi Pereira | 2 – 4 | Pedro Santos Stojiljković Hassan Goiano |  |